# 联盟街道 (保定市)
联盟街道，是中华人民共和国河北省保定市莲池区下辖的一个乡镇级行政单位。

## 行政区划
联盟街道下辖以下地区：
六一社区、秀兰家园社区、金玉兰社区、刘守庙社区、关东街社区和红阳社区。